# Whistler (rivière)
Pour les articles homonymes, voir Whistler.
La rivière Whistler  (=anglais : Whistler River) est un cours d’eau de la région de Canterbury dans l’île du Sud de la Nouvelle-Zélande.

## Géographie
Elle s’écoule généralement vers le sud-est à partir de la chaîne de Puketeraki Range pour atteindre la rivière Ashley à 15 km au nord de la ville d’Oxford.